# 서울충무초등학교
서울충무초등학교(서울忠武初等學校)는 대한민국 서울특별시 중구 장충동에 있는 공립 초등학교이다.

## 학교 연혁
- 1959년 4월 8일 서울묵정국민학교로 개교
- 1959년 4월 10일 서울충무국민학교로 교명 개칭
- 1962년 2월 9일 1회 졸업식 거행
- 1995년 4월 11일 병설유치원 2개 학급 개원
- 1996년 3월 1일 서울충무초등학교로 교명 변경
- 2007년 10월 5일 총무 느티나리 도서관 개관
- 2018년 3월 30일 꾸미고 꿈꾸는 화장실(3개소) 공사
- 2019년 3월 4일 12학급 편성운영(일반:10명, 특수:1명, 특별:1명)
- 2020년 2월 13일 제59회 졸업식(남 23명, 여 29명, 총계: 52명) 누계: 16,876명
- 2021년 3월 1일 14학급 편성운영(일반:12명, 특수:1명, 특별:1명)
- 2021년 9월 1일 제18대 김영봉 교장취임
- 2022년 3월 2일 16학급 편성운영(일반:15명, 특수:1명, 특별:1명)

## 참고 자료
- 서울충무초등학교 - 한국교육학술정보원 학교알리미